# Fulica infelix
Fulica infelix är en utdöd fågel i familjen rallar inom ordningen tran- och rallfåglar. Den beskrevs 1961 utifrån fossila lämningar från pliocen funna i Florida.